# Amersfoort
Amersfoort  è un comune dei Paesi Bassi di 154 712 abitanti (2017) situato nella provincia di Utrecht.
Amersfoort è la seconda città più popolosa della provincia di Utrecht ed è un importante nodo di traffico ferroviario e stradale.

## Storia

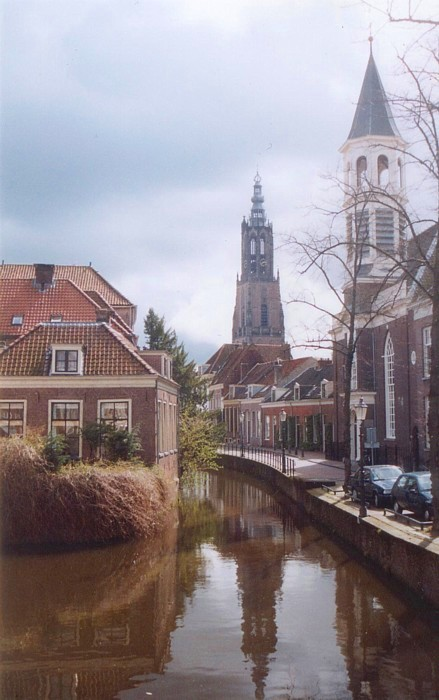
Il fiume Eem e sullo sfondo la torre campanaria

I primi insediamenti nei pressi della città risalgono all'anno 1000 a.C. mentre il nome "Amersfoort" (guado sull'Amer, l'attuale fiume Eem), risale invece all'XI secolo.

## Seconda guerra mondiale
Durante la Seconda Guerra Mondiale dal 1941 al 1945, in un campo costruito nelle vicinanze della città per il 16º Reggimento di fanteria olandese e non più utilizzato, fu realizzato dai nazisti un campo di concentramento il cui nome ufficiale era Polizeiliches Durchgangslager Amersfoort (Campo di transito di polizia di Amersfoort) a tutti noto come Kamp Amersfoort. 
Nel campo transitarono gli ebrei olandesi inviati ai campi di sterminio nazisti in Polonia, prigionieri di guerra (tra questi 101 prigionieri di guerra russi provenienti dall'Uzbekistan) e gli oppositori al regime nazista. Quando il campo venne liberato rimanevano in vita circa cinquecento prigionieri.

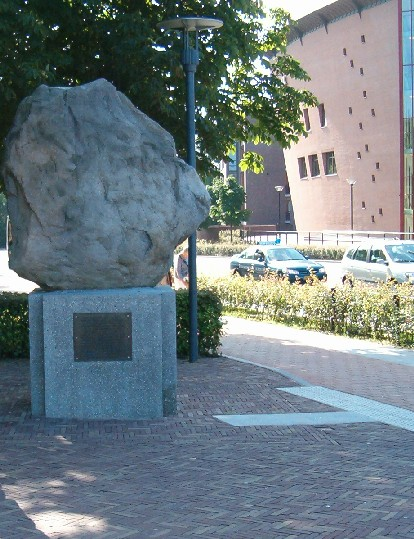
La pietra di Amersfoort

## Keistad (Città della Pietra)
Il soprannome deriva dalla Amersfoortse Kei, una pietra che è divenuta il simbolo della città. Si narra che nel 1661 la pietra di 7157 kg sia stata trascinata in città da 400 cittadini per una scommessa. L'episodio mise in ridicolo gli abitanti della città (che iniziarono a essere chiamati "keientrekkers", "trascinamassi"), i quali decisero di seppellire l'enorme masso sotto terra. Nel 1903, la pietra fu dissepolta ed esposta come monumento. Da quel giorno Amersfoort iniziò a collezionare sassi, regali provenienti da vicine località, che oggi sono visibili nella circonvallazione interna, lungo la linea delle mura della città vecchia.

## Monumenti e luoghi d'interesse
Il centro della città ha carattere medievale, vi si trova l'Onze-Lieve-Vrouwetoren, una delle torri campanarie più alte del paese. La costruzione della torre e della chiesa iniziò nel 1444. La chiesa fu distrutta da un'esplosione nel 1787 ma la torre sopravvisse intatta. 

Presenta inoltre una splendida porta medievale sul fiume Eem, la Koppelpoort.

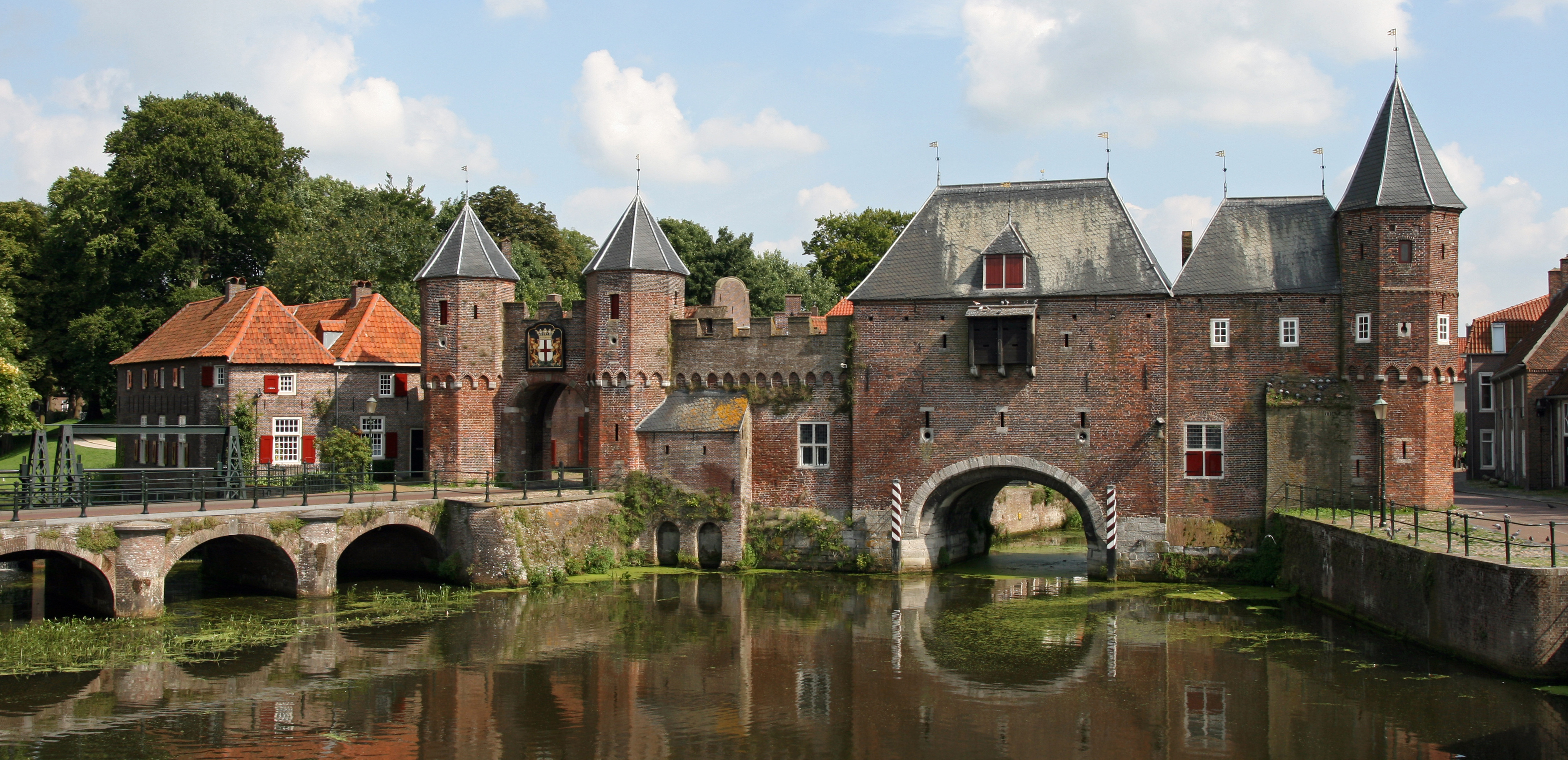
La Koppelpoort, porta medievale sul fiume Eem

## Musei
- Mondriaan-huis: museo dedicato alle opere di Piet Mondrian. realizzato nella sua casa d'infanzia e in parte nella scuola dove suo padre fu capo d'istituto
- Flehite: museo dedicato alla storia di Amersfoort realizzato in tre “case muro”, (Muurhuizen), costruite nel secolo XVI.
- ZONNEHOF PAVILION: piccolo edificio modernista progettato da Gerrit Rietveld secondo i principi De Stijl
- Museo della Storia Gastronomica di Amersfoort

## Altro
La città ha uno zoo il DierenPark Amersfoort fondato nel 1948.